# Micrapatetis albiviata
Micrapatetis albiviata är en fjärilsart som beskrevs av George Francis Hampson 1910. Micrapatetis albiviata ingår i släktet Micrapatetis och familjen nattflyn. Inga underarter finns listade i Catalogue of Life.